# Bamazomus madagassus
Bamazomus madagassus är en spindeldjursart som först beskrevs av Lawrence 1969.  Bamazomus madagassus ingår i släktet Bamazomus och familjen Hubbardiidae. Inga underarter finns listade.